# Radiotelevisione Italiana

Het Rai-logo

De Rai (Radiotelevisione Italiana) is de Italiaanse publieke omroep. Rai heeft drie landelijke voor iedereen te ontvangen televisiezenders: Rai 1, Rai 2 en Rai 3, en drie nationale radiostations: Rai Radio 1, Rai Radio 2 en Rai Radio 3. Verder heeft de omroep in haar aanbod vele digitale kanalen die via de verschillende infrastructuren (digitale ether, digitale satelliet, glasvezel e.d.) worden verspreid. De hoofdzetel van de omroep is gevestigd in Rome.

## Geschiedenis

### Ontstaan
De opkomst van de Rai verbonden aan een normatieve maatregel, het Koninklijk Decreet, wat het alleenrecht op de radio-uitzendingen aan de Staat toewees.
Op 27 augustus 1924 ontstaat in Turijn het bedrijf dat we vandaag de dag kennen als de Rai (Radiotelevisione Italiana), onder de naam Unione Radiofonica Italiana (URI). De URI was een NV (Naamloze Vennootschap) opgericht door Costanzo Ciano, de eerste minister van Communicatie van Italië. URI was een fusie tussen Radiofono van Guglielmo Marconi en SIRAC. Op 6 oktober 1924 begon de URI met regelmatige radio-uitzendingen vanuit Rome. Daarmee startte de eerste reguliere omroepdienst in Italië
Vier jaar later, op 15 januari 1928, veranderde de URI in Ente Italiano per le Audizioni Radiofoniche (EIAR). Op 26 oktober 1944 neemt de EIAR de naam Radio Audizioni Italiane (RAI) aan. Als gevolg van de start van televisie-uitzendingen op 3 januari 1954, krijgt het bedrijf op 10 april 1954 officieel de naam RAI – Radiotelevisione Italiana. Tegenwoordig is het in Italië gebruikelijk om acroniemen die eigennaam zijn en veel gebruikt worden niet meer helemaal in hoofdletters te schrijven, dus "Rai", zoals ook in het tegenwoordige logo.

### Periode van het fascisme
In 1928 vond er een reorganisatie plaats nadat de fascistische regering de URI had overgenomen (feitelijk genationaliseerd) en waarbij de naam werd veranderd in EIAR (Ente Italiano Audizioni Radiofoniche). Daarmee versterkten de fascisten, die daarvoor aan de macht waren gekomen, hun greep op de radio. Geleidelijk aan werd het aantal zenders uitgebreid. Bijna heel Italië kon radioprogramma’s van de EIAR ontvangen toen er in 1932 radiozenders in Bari, Milaan en Florence in gebruik werden genomen. In vergelijking met andere Europese landen was dat traag, de redenen daarvoor waren de slechte economische situatie en de fascisten die pas na een tijd de mogelijkheden van de radio (voor voornamelijk propaganda) zagen. Maar de overheid experimenteerde toen wel al met televisie-uitzendingen.

### Naoorlogse periode
Na de val van het fascisme werd de Italiaanse omroep in 1944 omgedoopt in de RAI (Radio Audizioni Italiane) en op 3 november 1946 kwamen er twee radiozendernetten, zender rood (Rete Rossa) en zender blauw (Rete Azzurra). Deze twee netten dienden vooral om de vanaf 1943/1944 gescheiden zenders weer landelijk te maken. Het was deels een gevolg van de geschiedenis waarbij Zuid-Italië veel eerder bevrijd was dan Noord-Italië dat tot aan 1945 nog een nazi-fascistisch regime kende. Rete Azzurra was vooral op Centraal-Italië en het noorden gericht en Rete Rossa vooral op Centraal-Italië en zuiden, met grotendeels regionale uitzendingen en omvatten muziek, proza, opera, variété, symfonische muziek en lichte muziek.
Ook kwamen er internationale uitzendingen onder de naam 'Radio Roma' in het Italiaans, Engels, Frans, Spaans en Portugees via de korte golf voor Europa en het Amerikaanse continent. Radio Roma heeft zelfs in het Nederlands uitgezonden (enkele jaren vanaf 15 december 1947), maar stond tot 1962 los van de Rai (is thans Rai International/Rai Italia). Nadat alle radio-uitzendingen weer landelijk waren geworden en de zenders na de oorlog waren hersteld, werden de netnamen gewijzigd. Rete Rossa werd op 30 december 1951 omgedoopt in Programma Nazionale (sinds 1976 Rai Radio 1) met vooral informatieve programma's en Rete Azzurra in Secondo Programma (sinds 1976 Rai Radio 2) met vooral amusement. Er was sinds 1 oktober 1950 ook een 'Terzo programma' (sinds 1976 Rai Radio 3) met vooral cultuur. Deze indeling van Rai Radio 1 als informatief net, Rai Radio 2 als amusementsnet en Rai Radio 3 als cultureel radionet is nog steeds van kracht. Door de naderende komst van televisie en de voor de Rai onzekere naoorlogse situatie, nam de democratische regering de aandelen van de Rai in handen en gaf deze in handen van SIP (Società Idroelettrica Piemontese, wat later Telecom Italia werd) om deze op 26 januari 1952 in handen te geven van IRI, de staatsdeelnemingenmaatschappij die het bedrijf eind jaren 90 overdroeg aan de regering zelve. Vanaf de jaren 50 zendt de Rai haar drie zenders uit via de FM-band, maar vanaf midden jaren 70 toen de commerciële radio in Italië startte ondervinden de Rai-radiozenders hevige concurrentie. Sinds 15 mei 2004 zenden Rai Radio 2 en Rai Radio 3 niet meer uit op de middengolf; Rai Radio 1 heeft nog tot 11 september 2022 op de middengolf uitgezonden.
De Italiaanse regering verstrekte de Rai eind jaren 40 een concessie voor twintig jaar, waarmee de staatsomroep het exclusieve recht kreeg om programma’s uit te zenden. In 1954 werd de naam vanwege de komst van televisie gewijzigd in RAI - Radiotelevisione Italiana.

### Komst van de televisie
Op 3 januari 1954 begon het televisietijdperk in Italië, toen begon de Rai met regelmatige uitzendingen en in 1961 kwam er een tweede televisieprogramma. Rai 1 heette oorspronkelijk RAI - Programma nazionale. Op 15 maart 1976 werd de naam omgedoopt in Rete 1. Aanvankelijk waren er alleen avonduitzendingen, maar na verloop van tijd begon de Italiaanse omroep ook met regelmatige middaguitzendingen. Rai 2 startte op 4 november 1961 onder de naam RAI - Secondo Programma. Op 15 maart 1976 werd de zender Rete 2. Rai 3 startte haar uitzendingen op 15 december 1979 onder de naam Rete 3. Op 3 oktober 1983 wijzigden de namen van de drie netten in de namen Rai Uno, Rai Due en Rai Tre. Op 18 mei 2010 werden de namen gewijzigd in Rai 1, Rai 2 en Rai 3 waarbij de cijfers niet meer worden uitgeschreven in de zenderaanduidingen.

## Relatie tussen de Rai en de Italiaanse politiek
20 jaar nadat de Italiaanse publieke omroep in 1954 zijn eerste televisieprogramma uitzond, was de televisie het voornaamste informatiemiddel van Italië geworden. In eerste instantie viel de Rai onder de verantwoordelijkheid van het Ministerie van Staatsbedrijven, omdat het een onderdeel was van de staatsindustriële holding IRI. De grootste regeringspartij DC, de christendemocratische partij, had zodoende de informatieverstrekking in handen.
Onder Ettore Bernabei, directeur van 1959 tot 1974 bleef de Rai onder invloed van de christendemocraten. Er werd alleen tegenwicht geboden door de lokale "vrije radio’s". In die periode begon ook de massale arbeidsonrust op te treden en dit liet ook de Rai niet ongemoeid. Dit resulteerde in 1969 tot een demonstratie van honderdduizend leden van de metaalbond FIOM, die meer aandacht voor arbeidsvraagstukken eisten.
In 1973 stelden de drie vakcentrales CGIL, CISL en UIL een plan op voor een ‘democratische bedrijfsvoering van de Rai’. Twee jaar later leidde dit tot hervorming van de Rai. De staatsomroep staat sindsdien niet meer onder controle van de regering, maar van een parlementaire commissie van toezicht. Deze parlementaire controle had democratisering moeten brengen maar het ontaardde in lottizzazione, de verkaveling van functies onder politieke partijen. Na de hervorming werd er binnen de Rai een verdeling gemaakt, wat met name van belang was voor de journalistieke uitzendingen. Rai 1 bleef onder controle van de Democrazia Cristiana en dus christendemocratisch, Rai 2 kwam in handen van de sociaaldemocratische partij (PSI) en Rai 3 kwam in handen van de toenmalige PCI, oftewel de communisten.
Vandaag de dag is Rai 1 meestal in handen van de regeringspartijen, Rai 2 van de centrumrechtse partijen (Lega Nord, met ook invloeden van Forza Italia en Fratelli d'Italia en Rai 3 van Partito Democratico (sociaaldemocraten).

## Activiteiten
De Rai is een van de grotere Europese publieke omroepen met een miljardenomzet, een van de grotere Italiaanse fictie- en filmproducenten (Rai Cinema en Rai Fiction waaronder ook filmdistributeur 01 Distribution), actief met internet, met zowel journalistieke al amuserende content alsmede programma's op anvraag via "RaiPlay", alsmede een facilitair zendernetwerkbedrijf (Rai Way), archieven (Rai Teche), een internationale tak (Rai International), een culturele en educatieve tak (Rai Cultura)(t.b.v. onder meer Rai 5, Rai Scuola en Rai Storia), een themazendertak aangaande fictie (Rai Gold met Rai 4, Rai Premium en Rai Movie) een orkest, reclameverkoopafdeling (Rai Pubblicita' ), organisator van de bekende Prix Italia alsmede boekenuitgever onder het label Rai Libri, een technisch-experimenterende tak (Rai CRITS) en een verkooptak van eigen producties (Rai Com).
De Rai is ook actief voor de linguïstische minderheden van Italië, met uitzendingen in het Frans (ten behoeve van de inwoners dan de Franstalige regio Aostadal), Sloveens (voor het gebied in de omgeving van Triëst) en Duits (voor de provincie Alto-Adige oftewel Zuid-Tirol). Ook voor uitzendingen rondom de president (Rai Quirinale) en het Vaticaan (Rai Vaticano) kent de Rai speciale afdelingen.
De focus op On demand content van de Rai en het ter beschikking stellen daarvan wordt steeds groter. Via Rai Play en de audioversie Rai Play Sound wordt het video en audioaanbod van de Rai zowel binnen als buiten Italië ter beschikking gesteld.

## Voorzitters
| Naam                  | Van               | tot               |
| --------------------- | ----------------- | ----------------- |
| Arturo Carlo Jemolo   | 20 april 1945     | 9 augustus 1946   |
| Giuseppe Spataro      | 9 augustus 1946   | 17 mei 1951       |
| Cristiano Ridomi      | 17 mei 1951       | 11 maart 1954     |
| Antonio Carrelli      | 3 juni 1954       | 4 januari 1961    |
| Novello Papafava      | 4 januari 1961    | 25 maart 1964     |
| Pietro Quaroni        | 29 mei 1964       | 12 april 1969     |
| Aldo Sandulli         | 23 april 1969     | 18 februari 1970  |
| Umberto delle Fave    | 24 maart 1970     | 22 april 1975     |
| Beniamino Finocchiaro | 23 mei 1975       | 20 januari 1977   |
| Paolo Grassi          | 20 januari 1977   | 12 juni 1980      |
| Sergio Zavoli         | 12 juni 1980      | 23 oktober 1986   |
| Enrico Manca          | 23 oktober 1986   | 19 februari 1992  |
| Walter Pedullà        | 19 februari 1992  | 13 juli 1993      |
| Claudio Demattè       | 13 juli 1993      | 12 juli 1994      |
| Letizia Moratti       | 12 juli 1994      | 24 april 1996     |
| Giuseppe Morello      | 24 april 1996     | 10 juli 1996      |
| Vincenzo Siciliano    | 10 juli 1996      | 21 januari 1998   |
| Roberto Zaccaria      | 3 februari 1998   | 16 februari 2002  |
| Vittorio Emiliani     | 16 februari 2002  | 22 februari 2002  |
| Antonio Baldassare    | 5 maart 2002      | 26 februari 2003  |
| Paolo Mieli           | 7 maart 2003      | 13 maart 2003     |
| Lucia Annunziata      | 13 maart 2003     | 4 mei 2004        |
| Francesco Alberoni    | 5 mei 2004        | 31 mei 2005       |
| Sandro Curzi          | 1 juni 2005       | 30 juli 2005      |
| Claudio Petruccioli   | 31 juli 2005      | 25 maart 2009     |
| Paolo Garimberti      | 26 maart 2009     | 11 juli 2012      |
| Anna Maria Tarantola  | 12 juli 2012      | 4 augustus 2015   |
| Monica Maggioni       | 5 augustus 2015   | 26 september 2018 |
| Marcello Foa          | 27 september 2018 | 15 juli 2021      |
| Marinella Soldi       | 16 juli 2021      | heden             |

## Algemeen directeuren
| Naam                                      | Van             | tot               |
| ----------------------------------------- | --------------- | ----------------- |
| Salvino Sernesi                           | 1947            | 1953              |
| Giovan Battista Vicentini                 | 1954            | 1955              |
| Rodolfo Arata                             | 1956            | 1960              |
| Ettore Bernabei                           | 5 januari 1961  | 18 september 1974 |
| Michele Principe                          | 23 mei 1975     | 25 januari 1977   |
| Giuseppe Glisenti                         | 26 januari 1977 | 17 juni 1977      |
| Pierantonino Berté                        | 12 juli 1977    | 18 juni 1980      |
| Villy de Luca                             | 19 juni 1980    | 21 juli 1982      |
| Biagio Agnes                              | 29 juli 1982    | 1 februari 1990   |
| Gianni Pasquarelli                        | 5 februari 1990 | 23 juli 1993      |
| Gianni Locatelli                          | 23 juli 1993    | 3 augustus 1994   |
| Gianni Billia                             | 3 augustus 1994 | 31 december 1994  |
| Raffaele Minicucci                        | 16 januari 1995 | 28 februari 1996  |
| Aldo Materia                              | 6 maart 1996    | 15 juli 1996      |
| Franco Iseppi                             | 15 juli 1996    | 8 februari 1998   |
| Pier Luigi Celli                          | 9 februari 1998 | 9 februari 2001   |
| Claudio Cappon                            | 9 februari 2001 | 19 maart 2002     |
| Agostino Saccà                            | 19 maart 2002   | 27 maart 2003     |
| Flavio Cattaneo                           | 27 maart 2003   | 5 augustus 2005   |
| Alfredo Meocci                            | 5 augustus 2005 | 20 juni 2006      |
| Claudio Cappon                            | 22 juni 2006    | 2 april 2009      |
| Mauro Masi                                | 2 april 2009    | 2 mei 2011        |
| Lorenza Lei                               | 3 mei 2011      | 17 juli 2012      |
| Luigi Gubitosi                            | 18 juli 2012    | 5 augustus 2015   |
| Antonio Campo Dall'Orto                   | 6 augustus 2015 | 2 juni 2017       |
| Mario Orfeo                               | 9 juni 2017     | 26 juli 2018      |
| Fabrizio Salini (amministratore delegato) | 27 juli 2018    | 15 juli 2021      |
| Alberto Matassino (direttore generale)    | 19 april 2019   | 8 mei 2023        |
| Carlo Fuortes (amministratore delegato)   | 16 juli 2021    | 8 mei 2023        |
| Giampaolo Rossi (direttore generale)      | 15 mei 2023     |                   |
| Roberto Sergio (amministratore delegato)  | 15 mei 2023     |                   |

## Kijkcijfers
Vergeleken met andere publieke omroepen in Europa, haalt de Rai hoge marktaandelen. Gemiddeld in 2022: 36,65%. 18,18% voor Rai 1, 4,95% voor Rai 2 en 6,92% voor Rai 3 en nog eens 6,61% voor de themazenders Rai Yoyo, Rai Premium, Rai 4, Rai 5, Rai Movie, Rai News24, Rai Storia, Rai Gulp, Rai Scuola, Rai Sport en Rai Sport HD. Gedurende primetime behaalde de Rai 37,89% marktaandeel in 2022. Dat was 36,07% voor de commerciële Mediaset-zenders van de familie Berlusconi. Mediaset behaalde in het geheel in 2022 35,62% marktaandeel. (waarvan 10,62% voor de Mediaset-themazenders La5, Cartoonito, Boing, TGCom24, Italia2, Iris, TopCrime, Focus, 20Mediaset, Cine34 en Mediaset Extra).
Rai 1, Rai 2 en Rai 3 zenden zeer veel eigen fictie-producties uit van Rai Fiction, alsmede de door Rai Cinema (co)geproduceerde films. In 2022 werden 98 avonden op de Rai-zenders aan nieuwe fictieproducties gevuld. Een bekende productie uit 2022 was Esterno Notte, Don Mateo 13, DOC Nelle tue Mani, La Sposa en Makari alsmede Montalbano.
Ter vergelijking: de Nederlandse publieke landelijke zenders haalden in 2022 een marktaandeel van 38,0% (24 uur per dag) en 39,0% (18-00 uur). De Rai behaalt aldus in Italië (in 2022) circa 1,35% minder marktaandeel en 1,11% minder in primetime ten opzichte van de NPO en is daarmee in marktaandelen net iets lager, maar vergelijkbaar.

## Omzet
Een Italiaans huishouden moet jaarlijks 90 euro (prijspeil 2023) aan omroepbijdrage betalen die sinds 2016 via de elektriciteitsrekening wordt geheven zodat iedereen voortaan betaalt. Tot aan 2015 betaalde slechts 16,5 miljoen van de 22 miljoen huishoudens dit middels het oude systeem. Deze omroepbijdrage (1.864,3 miljard euro, 2022) is goed voor 68,10% van de omzet van de RAI. Reclame (642,6 miljoen euro, 2022) draagt voor 23,47% bij en de rest van de inkomsten (230,7 miljoen euro, circa 8,43%, 2022) komt uit onder meer de verkoop van rechten en andere omzetten. In totaal hadden alle Rai-onderdelen samen in 2022 een geconsolideerde omzet van ruim 2,737,6 miljard euro.

## Producten

### (Satelliet)televisiekanalen van Rai (alle in HD)
- Rai 1
- Rai 2
- Rai 3
- Rai 4 (onderdeel Rai Gold afdeling)
- Rai 5 (onderdeel Rai Cultura afdeling)
- Rai News 24
- Rai Storia (onderdeel Rai Cultura afdeling)
- Rai Scuola (onderdeel Rai Cultura afdeling)
- Rai Gulp (onderdeel Rai Ragazzi)
- Rai Sport HD
- Rai Premium (onderdeel Rai Gold afdeling)
- Rai Movie (onderdeel Rai Gold afdeling)
- Rai Yoyo (onderdeel Rai Ragazzi)
- Rai 4K (zender in Ultra HD)
- UniNettuno University TV
- Rai Italia (voorheen Rai International/Raitalia, speciale zender voor Italianen buiten Europa)
- Rai Premium World (t.b.v. internationale distributie)
- Rai Sudtirol (Duitstalige programmering t.b.v. Zuid-Tirol inclusief Ladina Trail)
- Rai 3 Bis (TDD Furlanija Julijska Krajina)(met Sloveenstalige programmering t.b.v. regio Fruili Venezia Giulia/Trieste)
- Rai Radio 2 Vision. De video/tv-versie van Rai Radio 2.  Landelijk op dvb-t, satelliet en RaiPlay te ontvangen.

### Radiokanalen van de Rai
- Rai Radio 1
- Rai Radio 2
- Rai Radio 3
- Rai GR Parlamento
- Rai Isoradio
- Rai Radio Tutta Italiana (zie bij Radio-distributie)
- Rai Radio 3 Classica (zie bij Radio-distributie)
- Rai Radio Techete'
- Rai Radio Live Napoli
- Rai Radio Kids
- Rai Radio 1 Sport
- Rai No Name Radio
- Rai Südtirol (Duitstalige Rai-radiozender voor Zuid-Tirol. Technische aanduiding MFB3)
- Rai Radio TRST A (Friuli Venezia Giulia/Furlanija Julijska Krajina) (Technische aanduiding MFB2)

### Draadomroep
Heel bijzonder is dat de Rai anno 2009 nog altijd een draadomroep onderhoudt. Ofschoon in de meeste Europese landen reeds in de jaren zestig (in Zwitserland pas in de jaren negentig) van de vorige eeuw afgeschaft, is het vijfkanaals draadomroepsysteem, filodiffusione, voor een beperkt aantal Italianen nog altijd de betrouwbare, storingsvrije bron van informatie en muziek. Voor de dienst die sinds 1958 bestaat, wordt 2,07 euro per jaar gevraagd. De 'speciale' Filodiffusione kanalen Rai Radio Tutta Italiana (met non-stop Italiaanse muziek) en Rai Radio 3 Classica (met non-stop klassiek) worden ook via andere infrastructuren uitgezonden (satelliet, DAB/DAB+, DVB-T en internet). Rai Radio 3 Classica wordt in bepaalde steden (Rome, Milaan, Turijn en Napels) ook via FM uitgezonden. Rai Radio Tutta Italiana en Rai Radio 3 Classica worden ook via DAB+ verspreid. Rai TRST A neemt dagelijks Rai Radio 3 Classica over van 19:35 tot 06:58 uur in de regio Trieste. De kanalen, die via een langegolfprincipe (HF-TR) over de telefoonlijnen worden verspreid, zijn:
- Rai Radio 1
- Rai Radio 2
- Rai Radio 3
- Rai Radio Tutta Italiana
- Rai Radio 3 Classica in stereo (met het 6e kanaal!), een non-stop klassiek muziekkanaal

Overigens kunnen al langere tijd geen nieuwe abonnementen afgenomen worden en is de techniek niet compatible met DSL en wordt door TIM aangeboden. Er zijn dan ook nog weinig abonnees maar de dienst is nog actief.

### Nieuws en informatie
- TG1 (inclusief UnoMattina en TV7) (televisiejournaal van Rai 1)
- TG2 (het televisiejournaal van Rai 2)
- TG3 (inclusief Linea Notte)(het televisiejournaal van Rai 3)
- TGR (Testata Giornalistica Regionale, inclusief 'TGR Mediterraneo en TGR Leonardo op Rai 3, regionale televisiejournaals)
- Rai News 24
- GR1 (Giornale Radio 1, nieuws Rai Radio 1)
- GR2 (Giornale Radio 2, nieuws Rai Radio 2)
- GR3 (Giornale Radio 3, nieuws Rai Radio 3)
- GR Sport (Giornale Radio Sport)
- TGR GR Regione (Giornale Radio Regionale van TGR)
- Rai Parlamento
- Rai Quirinale
- Rai Vaticano
- Tagesschau (Duitstalig nieuws vanuit en voor Zuid-Tirol op Rai Sud Tirol)
- TDD Furlanija Julijska Krajina (Sloveenstalig nieuws gericht op de regio Trieste/grensregio met Slovenië)
- Rai Meteo e Mobilita´(Meteo Rai 1 / Meteo Rai 2, Meteo Rai 3 & Meteo RaiNews 24 & GR Meteo)
- Rai Sport
- Rai Televideo (Rai Teletekst)
- Rai Cultura (ex-Rai Educational)

## Rai-bedrijven
- Rai Teche (archieven)
- Rai Play (internet en video on demand op internet)
- Rai Way (zendernetwerkexploitatie)
- Rai Fiction (fictieproducent)
- Rai Cinema (filmproducent)
- 01 Distribution (filmdistributeur)
- Rai Italia
- Rai Com (distributie Rai-kanalen en Rai-content buiten Italië, alsmede verkoop Rai-content)
- Rai Libri (boekenuitgever en -distributeur)
- Rai Cultura (Rai Scuola, Rai Storia, Rai 5)(voorheen Rai Educational)
- Rai Ragazzi (Rai Yoyo & Rai Gulp)
- Rai Gold (Rai 4, Rai Premium, Rai Movie)
- Rai Quirinale
- Rai Vaticano
- Rai Pubblicità (reclameverkoop)(voorheen Sipra, Societa Italiana Pubblicita per Azioni)
- Rai CRITS (R&D afdeling)
- Orchestra Sinfonica Nazionale della Rai (orkest)
- San Marino RTV (50%)
- Euronews S.A. (2,52%)
- Auditel (33%) (kijkonderzoek)
- Player Editori Radio / Tavolo Editori Radio (13,9%) (t.b.v. radioplayer)
- Tivù SRL (48,16%) (DVB-T-promotie en aanbieder TivùSat)
- Rai Furlanija Julijska Krajina (Sloveenstalige tak in Trieste)
- Rai Südtirol (in Bolzano/Bozen produceert Duitstalige radio & tv voor Zuid-Tirol
- Rai Ladinia (in Bolzano/Bozen produceert programma's in Ladinia voor Zuid-Tirol o.a. TraiL, het nieuws)
- Rai Valle d'Aosta / Vallée d'Aoste (in Aosta/Aoste, produceert programma's in Italiaans en Frans t.b.v. het Aostadal)

## Trivia
Het hoofdkantoor van de Rai is gevestigd aan de Viale Giuseppe Mazzini 14 in Rome. In commentaren wordt daarom vaak gerefereerd aan uitzendingen van de Rai als "volgens Viale Mazzini...".